# Città dell'Alaska
Lista delle città dell'Alaska, comprendente comuni (city) e census-designated place (CDP) dello Stato dell'Alaska.
I dati sono dell'USCB riferiti ad una stima del 01-07-2006 (tranne i CDP riferiti al censimento del 2000).
| #   | città                   | borough/census area                  | status       | abitanti |
| --- | ----------------------- | ------------------------------------ | ------------ | -------- |
| 1   | Akhiok                  | Borough di Kodiak Island             | city         | 73       |
| 2   | Adak                    | Census Area di Aleutians West        | city         | 269      |
| 3   | Akiachak                | Census Area di Bethel                | CDP          | 585      |
| 4   | Akiak                   | Census Area di Bethel                | city         | 311      |
| 5   | Akutan                  | Borough di Aleutians East            | city         | 767      |
| 6   | Alakanuk                | Census Area di Wade Hampton          | city         | 700      |
| 7   | Alatna                  | Census Area di Yukon-Koyukuk         | CDP          | 35       |
| 8   | Alcan Border            | Census Area di Southeast Fairbanks   | CDP          | 21       |
| 9   | Aleknagik               | Census Area di Dillingham            | city         | 223      |
| 10  | Aleneva                 | Borough di Kodiak Island             | CDP          | 68       |
| 11  | Allakaket               | Census Area di Yukon-Koyukuk         | city         | 87       |
| 12  | Alpine                  | Borough di North Slope               | CDP          | 0        |
| 13  | Ambler                  | Borough di Northwest Arctic          | city         | 323      |
| 14  | Anaktuvuk Pass          | Borough di North Slope               | city         | 251      |
| 15  | Anchor Point            | Borough di Kenai Peninsula           | CDP          | 1 845    |
| 16  | Anchorage               | Anchorage                            | municipality | 278 700  |
| 17  | Anderson                | Borough di Denali                    | city         | 290      |
| 18  | Angoon                  | Census Area di Hoonah-Angoon         | city         | 469      |
| 19  | Aniak                   | Census Area di Bethel                | city         | 576      |
| 20  | Anvik                   | Census Area di Yukon-Koyukuk         | city         | 94       |
| 21  | Arctic Village          | Census Area di Yukon-Koyukuk         | CDP          | 152      |
| 22  | Atka                    | Census Area di Aleutians West        | city         | 158      |
| 23  | Atmautluak              | Census Area di Bethel                | CDP          | 294      |
| 24  | Atqasuk                 | Borough di North Slope               | city         | 203      |
| 25  | Attu Station            | Census Area di Aleutians West        | CDP          | 20       |
| 26  | Utqiaġvik               | Borough di North Slope               | city         | 4 009    |
| 27  | Bear Creek              | Borough di Kenai Peninsula           | CDP          | 1 748    |
| 28  | Beaver                  | Census Area di Yukon-Koyukuk         | CDP          | 84       |
| 29  | Beluga                  | Borough di Kenai Peninsula           | CDP          | 32       |
| 30  | Bethel                  | Census Area di Bethel                | city         | 6 356    |
| 31  | Bettles                 | Census Area di Yukon-Koyukuk         | city         | 39       |
| 32  | Big Delta               | Census Area di Southeast Fairbanks   | CDP          | 749      |
| 33  | Big Lake                | Borough di Matanuska-Susitna         | CDP          | 2 635    |
| 34  | Birch Creek             | Census Area di Yukon-Koyukuk         | CDP          | 28       |
| 35  | Brevig Mission          | Census Area di Nome                  | city         | 276      |
| 36  | Buckland                | Borough di Northwest Arctic          | city         | 424      |
| 37  | Buffalo Soapstone       | Borough di Matanuska-Susitna         | CDP          | 699      |
| 38  | Butte                   | Borough di Matanuska-Susitna         | CDP          | 2 561    |
| 39  | Cantwell                | Borough di Denali                    | CDP          | 222      |
| 40  | Central                 | Census Area di Yukon-Koyukuk         | CDP          | 134      |
| 41  | Chalkyitsik             | Census Area di Yukon-Koyukuk         | CDP          | 83       |
| 42  | Chase                   | Borough di Matanuska-Susitna         | CDP          | 41       |
| 43  | Chefornak               | Census Area di Bethel                | city         | 396      |
| 44  | Chenega                 | Census Area di Valdez-Cordova        | CDP          | 86       |
| 45  | Chevak                  | Census Area di Wade Hampton          | city         | 823      |
| 46  | Chickaloon              | Borough di Matanuska-Susitna         | CDP          | 213      |
| 47  | Chicken                 | Census Area di Southeast Fairbanks   | CDP          | 17       |
| 48  | Chignik                 | Borough di Lake and Peninsula        | city         | 66       |
| 49  | Chignik Lagoon          | Borough di Lake and Peninsula        | CDP          | 103      |
| 50  | Chignik Lake            | Borough di Lake and Peninsula        | CDP          | 145      |
| 51  | Chiniak                 | Borough di Kodiak Island             | CDP          | 50       |
| 52  | Chisana                 | Census Area di Valdez-Cordova        | CDP          | 0        |
| 53  | Chistochina             | Census Area di Valdez-Cordova        | CDP          | 93       |
| 54  | Chitina                 | Census Area di Valdez-Cordova        | CDP          | 123      |
| 55  | Chuathbaluk             | Census Area di Bethel                | city         | 120      |
| 56  | Circle                  | Census Area di Yukon-Koyukuk         | CDP          | 100      |
| 57  | Clam Gulch              | Borough di Kenai Peninsula           | CDP          | 173      |
| 58  | Clark's Point           | Census Area di Dillingham            | city         | 75       |
| 59  | Coffman Cove            | Census Area di Prince of Wales-Hyder | city         | 192      |
| 60  | Cohoe                   | Borough di Kenai Peninsula           | CDP          | 1 168    |
| 61  | Cold Bay                | Borough di Aleutians East            | city         | 78       |
| 62  | Coldfoot                | Census Area di Yukon-Koyukuk         | CDP          | 13       |
| 63  | College                 | Borough di Fairbanks North Star      | CDP          | 11 402   |
| 64  | Cooper Landing          | Borough di Kenai Peninsula           | CDP          | 369      |
| 65  | Copper Center           | Census Area di Valdez-Cordova        | CDP          | 362      |
| 66  | Copperville             | Census Area di Valdez-Cordova        | CDP          | 179      |
| 67  | Cordova                 | Census Area di Valdez-Cordova        | city         | 2 339    |
| 68  | Covenant Life           | Borough di Haines                    | CDP          | 102      |
| 69  | Craig                   | Census Area di Prince of Wales-Hyder | city         | 1 209    |
| 70  | Crooked Creek           | Census Area di Bethel                | CDP          | 137      |
| 71  | Crown Point             | Borough di Kenai Peninsula           | CDP          | 75       |
| 72  | Cube Cove               | Census Area di Hoonah-Angoon         | CDP          | 72       |
| 73  | Deering                 | Borough di Northwest Arctic          | city         | 141      |
| 74  | Delta Junction          | Census Area di Southeast Fairbanks   | city         | 934      |
| 75  | Deltana                 | Census Area di Southeast Fairbanks   | CDP          | 1 570    |
| 76  | Diamond Ridge           | Borough di Kenai Peninsula           | CDP          | 1 802    |
| 77  | Dillingham              | Census Area di Dillingham            | city         | 2 491    |
| 78  | Diomede                 | Census Area di Nome                  | city         | 146      |
| 79  | Dot Lake                | Census Area di Southeast Fairbanks   | CDP          | 19       |
| 80  | Dot Lake Village        | Census Area di Southeast Fairbanks   | CDP          | 38       |
| 81  | Dry Creek               | Census Area di Southeast Fairbanks   | CDP          | 128      |
| 82  | Eagle                   | Census Area di Southeast Fairbanks   | city         | 145      |
| 83  | Eagle Village           | Census Area di Southeast Fairbanks   | CDP          | 68       |
| 84  | Edna Bay                | Census Area di Prince of Wales-Hyder | CDP          | 49       |
| 85  | Eek                     | Census Area di Bethel                | city         | 282      |
| 86  | Egegik                  | Borough di Lake and Peninsula        | city         | 97       |
| 87  | Eielson Air Force Base  | Borough di Fairbanks North Star      | CDP          | 5 400    |
| 88  | Ekwok                   | Census Area di Dillingham            | city         | 131      |
| 89  | Elfin Cove              | Census Area di Hoonah-Angoon         | CDP          | 32       |
| 90  | Elim                    | Census Area di Nome                  | city         | 314      |
| 91  | Emmonak                 | Census Area di Wade Hampton          | city         | 827      |
| 92  | Ester                   | Borough di Fairbanks North Star      | CDP          | 1 680    |
| 93  | Evansville              | Census Area di Yukon-Koyukuk         | CDP          | 28       |
| 94  | Excursion Inlet         | Borough di Haines                    | CDP          | 10       |
| 95  | Fairbanks               | Borough di Fairbanks North Star      | city         | 31 142   |
| 96  | False Pass              | Borough di Aleutians East            | city         | 57       |
| 97  | Farm Loop               | Borough di Matanuska-Susitna         | CDP          | 1 067    |
| 98  | Ferry                   | Borough di Denali                    | CDP          | 29       |
| 99  | Fishhook                | Borough di Matanuska-Susitna         | CDP          | 2 030    |
| 100 | Flat                    | Census Area di Yukon-Koyukuk         | CDP          | 4        |
| 101 | Fort Greely             | Census Area di Southeast Fairbanks   | CDP          | 461      |
| 102 | Fort Yukon              | Census Area di Yukon-Koyukuk         | city         | 534      |
| 103 | Four Mile Road          | Census Area di Yukon-Koyukuk         | CDP          | 38       |
| 104 | Fox                     | Borough di Fairbanks North Star      | CDP          | 300      |
| 105 | Fox River               | Borough di Kenai Peninsula           | CDP          | 616      |
| 106 | Fritz Creek             | Borough di Kenai Peninsula           | CDP          | 1 603    |
| 107 | Funny River             | Borough di Kenai Peninsula           | CDP          | 636      |
| 108 | Gakona                  | Census Area di Valdez-Cordova        | CDP          | 215      |
| 109 | Galena                  | Census Area di Yukon-Koyukuk         | city         | 612      |
| 110 | Gambell                 | Census Area di Nome                  | city         | 649      |
| 111 | Game Creek              | Census Area di Hoonah-Angoon         | CDP          | 35       |
| 112 | Gateway                 | Borough di Matanuska-Susitna         | CDP          | 2 952    |
| 113 | Glacier View            | Borough di Matanuska-Susitna         | CDP          | 249      |
| 114 | Glennallen              | Census Area di Valdez-Cordova        | CDP          | 554      |
| 115 | Golovin                 | Census Area di Nome                  | city         | 144      |
| 116 | Goodnews Bay            | Census Area di Bethel                | city         | 232      |
| 117 | Grayling                | Census Area di Yukon-Koyukuk         | city         | 174      |
| 118 | Gulkana                 | Census Area di Valdez-Cordova        | CDP          | 88       |
| 119 | Gustavus                | Census Area di Hoonah-Angoon         | city         | 374      |
| 120 | Gustavus                | Census Area di Hoonah-Angoon         | CDP          | 429      |
| 121 | Halibut Cove            | Borough di Kenai Peninsula           | CDP          | 35       |
| 122 | Happy Valley            | Borough di Kenai Peninsula           | CDP          | 489      |
| 123 | Harding-Birch Lakes     | Borough di Fairbanks North Star      | CDP          | 216      |
| 124 | Healy                   | Borough di Denali                    | CDP          | 1 000    |
| 125 | Healy Lake              | Census Area di Southeast Fairbanks   | CDP          | 37       |
| 126 | Hobart Bay              | Census Area di Hoonah-Angoon         | CDP          | 3        |
| 127 | Hollis                  | Census Area di Prince of Wales-Hyder | CDP          | 139      |
| 128 | Holy Cross              | Census Area di Yukon-Koyukuk         | city         | 204      |
| 129 | Homer                   | Borough di Kenai Peninsula           | city         | 5 524    |
| 130 | Hoonah                  | Census Area di Hoonah-Angoon         | city         | 739      |
| 131 | Hooper Bay              | Census Area di Wade Hampton          | city         | 1 090    |
| 132 | Hope                    | Borough di Kenai Peninsula           | CDP          | 137      |
| 133 | Houston                 | Borough di Matanuska-Susitna         | city         | 1 870    |
| 134 | Hughes                  | Census Area di Yukon-Koyukuk         | city         | 70       |
| 135 | Huslia                  | Census Area di Yukon-Koyukuk         | city         | 264      |
| 136 | Hydaburg                | Census Area di Prince of Wales-Hyder | city         | 351      |
| 137 | Hyder                   | Census Area di Prince of Wales-Hyder | CDP          | 97       |
| 138 | Igiugig                 | Borough di Lake and Peninsula        | CDP          | 53       |
| 139 | Iliamna                 | Borough di Lake and Peninsula        | CDP          | 102      |
| 140 | Ivanof Bay              | Borough di Lake and Peninsula        | CDP          | 22       |
| 141 | Juneau                  | Juneau City and Borough              | city         | 30 737   |
| 142 | Kachemak                | Borough di Kenai Peninsula           | city         | 435      |
| 143 | Kake                    | Census Area di Prince of Wales-Hyder | city         | 653      |
| 144 | Kaktovik                | Borough di North Slope               | city         | 260      |
| 145 | Kalifornsky             | Borough di Kenai Peninsula           | CDP          | 5 846    |
| 146 | Kaltag                  | Census Area di Yukon-Koyukuk         | city         | 207      |
| 147 | Karluk                  | Borough di Kodiak Island             | CDP          | 27       |
| 148 | Kasaan                  | Census Area di Prince of Wales-Hyder | city         | 35       |
| 149 | Kasigluk                | Census Area di Bethel                | CDP          | 543      |
| 150 | Kasilof                 | Borough di Kenai Peninsula           | CDP          | 471      |
| 151 | Kenai                   | Borough di Kenai Peninsula           | city         | 7 533    |
| 152 | Kenny Lake              | Census Area di Valdez-Cordova        | CDP          | 410      |
| 153 | Ketchikan               | Borough di Ketchikan Gateway         | city         | 7 446    |
| 154 | Kiana                   | Borough di Northwest Arctic          | city         | 405      |
| 155 | King Cove               | Borough di Aleutians East            | city         | 739      |
| 156 | King Salmon             | Borough di Bristol Bay               | CDP          | 442      |
| 157 | Kipnuk                  | Census Area di Bethel                | CDP          | 644      |
| 158 | Kivalina                | Borough di Northwest Arctic          | city         | 393      |
| 159 | Klawock                 | Census Area di Prince of Wales-Hyder | city         | 765      |
| 160 | Klukwan                 | Census Area di Hoonah-Angoon         | CDP          | 139      |
| 161 | Knik River              | Borough di Matanuska-Susitna         | CDP          | 582      |
| 162 | Knik-Fairview           | Borough di Matanuska-Susitna         | CDP          | 7 049    |
| 163 | Kobuk                   | Borough di Northwest Arctic          | city         | 114      |
| 164 | Kodiak                  | Borough di Kodiak Island             | city         | 6 259    |
| 165 | Kodiak Station          | Borough di Kodiak Island             | CDP          | 1 840    |
| 166 | Kokhanok                | Borough di Lake and Peninsula        | CDP          | 174      |
| 167 | Koliganek               | Census Area di Dillingham            | CDP          | 182      |
| 168 | Kongiganak              | Census Area di Bethel                | CDP          | 359      |
| 169 | Kotlik                  | Census Area di Wade Hampton          | city         | 638      |
| 170 | Kotzebue                | Borough di Northwest Arctic          | city         | 3 185    |
| 171 | Koyuk                   | Census Area di Nome                  | city         | 297      |
| 172 | Koyukuk                 | Census Area di Yukon-Koyukuk         | city         | 91       |
| 173 | Kupreanof               | Borough di Petersburg                | city         | 21       |
| 174 | Kwethluk                | Census Area di Bethel                | city         | 719      |
| 175 | Kwigillingok            | Census Area di Bethel                | CDP          | 338      |
| 176 | Lake Louise             | Borough di Matanuska-Susitna         | CDP          | 88       |
| 177 | Lake Minchumina         | Census Area di Yukon-Koyukuk         | CDP          | 32       |
| 178 | Lakes                   | Borough di Matanuska-Susitna         | CDP          | 6 706    |
| 179 | Larsen Bay              | Borough di Kodiak Island             | city         | 105      |
| 180 | Lazy Mountain           | Borough di Matanuska-Susitna         | CDP          | 1 158    |
| 181 | Levelock                | Borough di Lake and Peninsula        | CDP          | 122      |
| 182 | Lime Village            | Census Area di Bethel                | CDP          | 6        |
| 183 | Livengood               | Census Area di Yukon-Koyukuk         | CDP          | 29       |
| 184 | Lowell Point            | Borough di Kenai Peninsula           | CDP          | 92       |
| 185 | Lower Kalskag           | Census Area di Bethel                | city         | 269      |
| 186 | Lutak                   | Borough di Haines                    | CDP          | 39       |
| 187 | Manley Hot Springs      | Census Area di Yukon-Koyukuk         | CDP          | 72       |
| 188 | Manokotak               | Census Area di Dillingham            | city         | 403      |
| 189 | Marshall                | Census Area di Wade Hampton          | city         | 376      |
| 190 | McCarthy                | Census Area di Valdez-Cordova        | CDP          | 42       |
| 191 | McGrath                 | Census Area di Yukon-Koyukuk         | city         | 360      |
| 192 | Denali Park             | Borough di Denali                    | CDP          | 142      |
| 193 | Meadow Lakes            | Borough di Matanuska-Susitna         | CDP          | 4 819    |
| 194 | Mekoryuk                | Census Area di Bethel                | city         | 211      |
| 195 | Mendeltna               | Census Area di Valdez-Cordova        | CDP          | 63       |
| 196 | Mentasta Lake           | Census Area di Valdez-Cordova        | CDP          | 142      |
| 197 | Metlakatla              | Census Area di Prince of Wales-Hyder | CDP          | 1 375    |
| 198 | Meyers Chuck            | Wrangell                             | CDP          | 21       |
| 199 | Miller Landing          | Borough di Kenai Peninsula           | CDP          | 74       |
| 200 | Minto                   | Census Area di Yukon-Koyukuk         | CDP          | 258      |
| 201 | Moose Creek             | Borough di Fairbanks North Star      | CDP          | 542      |
| 202 | Moose Pass              | Borough di Kenai Peninsula           | CDP          | 206      |
| 203 | Mosquito Lake           | Borough di Haines                    | CDP          | 221      |
| 204 | Mountain Village        | Census Area di Wade Hampton          | city         | 812      |
| 205 | Mud Bay                 | Borough di Haines                    | CDP          | 137      |
| 206 | Naknek                  | Borough di Bristol Bay               | CDP          | 678      |
| 207 | Nanwalek                | Borough di Kenai Peninsula           | CDP          | 177      |
| 208 | Napakiak                | Census Area di Bethel                | city         | 356      |
| 209 | Napaskiak               | Census Area di Bethel                | city         | 393      |
| 210 | Naukati Bay             | Census Area di Prince of Wales-Hyder | CDP          | 135      |
| 211 | Nelchina                | Census Area di Valdez-Cordova        | CDP          | 71       |
| 212 | Nelson Lagoon           | Borough di Aleutians East            | CDP          | 83       |
| 213 | Nenana                  | Census Area di Yukon-Koyukuk         | city         | 353      |
| 214 | New Allakaket           | Census Area di Yukon-Koyukuk         | CDP          | 36       |
| 215 | New Stuyahok            | Census Area di Dillingham            | city         | 476      |
| 216 | Newhalen                | Borough di Lake and Peninsula        | city         | 134      |
| 217 | Newtok                  | Census Area di Bethel                | CDP          | 321      |
| 218 | Nightmute               | Census Area di Bethel                | city         | 209      |
| 219 | Nikiski                 | Borough di Kenai Peninsula           | CDP          | 4 327    |
| 220 | Nikolaevsk              | Borough di Kenai Peninsula           | CDP          | 345      |
| 221 | Nikolai                 | Census Area di Yukon-Koyukuk         | city         | 88       |
| 222 | Nikolski                | Census Area di Aleutians West        | CDP          | 39       |
| 223 | Ninilchik               | Borough di Kenai Peninsula           | CDP          | 772      |
| 224 | Noatak                  | Borough di Northwest Arctic          | CDP          | 428      |
| 225 | Nome                    | Census Area di Nome                  | city         | 3 550    |
| 226 | Nondalton               | Borough di Lake and Peninsula        | city         | 185      |
| 227 | Noorvik                 | Borough di Northwest Arctic          | city         | 662      |
| 228 | North Pole              | Borough di Fairbanks North Star      | city         | 1 828    |
| 229 | Northway                | Census Area di Southeast Fairbanks   | CDP          | 95       |
| 230 | Northway Junction       | Census Area di Southeast Fairbanks   | CDP          | 72       |
| 231 | Northway Village        | Census Area di Southeast Fairbanks   | CDP          | 107      |
| 232 | Nuiqsut                 | Borough di North Slope               | city         | 370      |
| 233 | Nulato                  | Census Area di Yukon-Koyukuk         | city         | 302      |
| 234 | Nunam Iqua              | Census Area di Wade Hampton          | city         | 177      |
| 235 | Nunapitchuk             | Census Area di Bethel                | city         | 470      |
| 236 | Old Harbor              | Borough di Kodiak Island             | city         | 216      |
| 237 | Oscarville              | Census Area di Bethel                | CDP          | 61       |
| 238 | Ouzinkie                | Borough di Kodiak Island             | city         | 206      |
| 239 | Palmer                  | Borough di Matanuska-Susitna         | city         | 7 443    |
| 240 | Paxson                  | Census Area di Valdez-Cordova        | CDP          | 43       |
| 241 | Pedro Bay               | Borough di Lake and Peninsula        | CDP          | 50       |
| 242 | Pelican                 | Census Area di Hoonah-Angoon         | city         | 135      |
| 243 | Perryville              | Borough di Lake and Peninsula        | CDP          | 107      |
| 244 | Petersburg              | Borough di Petersburg                | city         | 2 931    |
| 245 | Petersville             | Borough di Matanuska-Susitna         | CDP          | 27       |
| 246 | Pilot Point             | Borough di Lake and Peninsula        | city         | 84       |
| 247 | Pilot Station           | Census Area di Wade Hampton          | city         | 593      |
| 248 | Pitkas Point            | Census Area di Wade Hampton          | CDP          | 125      |
| 249 | Platinum                | Census Area di Bethel                | city         | 41       |
| 250 | Pleasant Valley         | Borough di Fairbanks North Star      | CDP          | 623      |
| 251 | Point Baker             | Census Area di Prince of Wales-Hyder | CDP          | 35       |
| 252 | Point Hope              | Borough di North Slope               | city         | 674      |
| 253 | Point Lay               | Borough di North Slope               | CDP          | 247      |
| 254 | Point MacKenzie         | Borough di Matanuska-Susitna         | CDP          | 111      |
| 255 | Pope-Vannoy Landing     | Borough di Lake and Peninsula        | CDP          | 8        |
| 256 | Port Alexander          | Census Area di Prince of Wales-Hyder | city         | 76       |
| 257 | Port Alsworth           | Borough di Lake and Peninsula        | CDP          | 104      |
| 258 | Port Clarence           | Census Area di Nome                  | CDP          | 21       |
| 259 | Port Graham             | Borough di Kenai Peninsula           | CDP          | 171      |
| 260 | Port Heiden             | Borough di Lake and Peninsula        | city         | 100      |
| 261 | Port Lions              | Borough di Kodiak Island             | city         | 234      |
| 262 | Port Protection         | Census Area di Prince of Wales-Hyder | CDP          | 63       |
| 263 | Portage Creek           | Census Area di Dillingham            | CDP          | 36       |
| 264 | Primrose                | Borough di Kenai Peninsula           | CDP          | 93       |
| 265 | Prudhoe Bay             | Borough di North Slope               | CDP          | 5        |
| 266 | Quinhagak               | Census Area di Bethel                | city         | 558      |
| 267 | Rampart                 | Census Area di Yukon-Koyukuk         | CDP          | 45       |
| 268 | Red Devil               | Census Area di Bethel                | CDP          | 48       |
| 269 | Red Dog Mine            | Borough di Northwest Arctic          | CDP          | 32       |
| 270 | Ridgeway                | Borough di Kenai Peninsula           | CDP          | 1 932    |
| 271 | Ruby                    | Census Area di Yukon-Koyukuk         | city         | 169      |
| 272 | Russian Mission         | Census Area di Wade Hampton          | city         | 318      |
| 273 | Salamatof               | Borough di Kenai Peninsula           | CDP          | 954      |
| 274 | Salcha                  | Borough di Fairbanks North Star      | CDP          | 854      |
| 275 | Sand Point              | Borough di Aleutians East            | city         | 918      |
| 276 | Savoonga                | Census Area di Nome                  | city         | 645      |
| 277 | Saxman                  | Borough di Ketchikan Gateway         | city         | 391      |
| 278 | Scammon Bay             | Census Area di Wade Hampton          | city         | 502      |
| 279 | Selawik                 | Borough di Northwest Arctic          | city         | 807      |
| 280 | Seldovia                | Borough di Kenai Peninsula           | city         | 303      |
| 281 | Seldovia Village        | Borough di Kenai Peninsula           | CDP          | 144      |
| 282 | Seward                  | Borough di Kenai Peninsula           | city         | 3 025    |
| 283 | Shageluk                | Census Area di Yukon-Koyukuk         | city         | 116      |
| 284 | Shaktoolik              | Census Area di Nome                  | city         | 231      |
| 285 | Shishmaref              | Census Area di Nome                  | city         | 562      |
| 286 | Shungnak                | Borough di Northwest Arctic          | city         | 268      |
| 287 | Silver Springs          | Census Area di Valdez-Cordova        | CDP          | 130      |
| 288 | Sitka                   | Sitka City and Borough               | city         | 8 920    |
| 289 | Skagway                 | Skagway                              | city         | 832      |
| 290 | Skwentna                | Borough di Matanuska-Susitna         | CDP          | 111      |
| 291 | Slaná                   | Census Area di Valdez-Cordova        | CDP          | 124      |
| 292 | Sleetmute               | Census Area di Bethel                | CDP          | 100      |
| 293 | Soldotna                | Borough di Kenai Peninsula           | city         | 4142     |
| 294 | South Naknek            | Borough di Bristol Bay               | CDP          | 137      |
| 295 | St. George              | Census Area di Aleutians West        | city         | 128      |
| 296 | St. Mary's              | Census Area di Wade Hampton          | city         | 538      |
| 297 | St. Michael             | Census Area di Nome                  | city         | 368      |
| 298 | St. Paul                | Census Area di Aleutians West        | city         | 442      |
| 299 | Stebbins                | Census Area di Nome                  | city         | 549      |
| 300 | Sterling                | Borough di Kenai Peninsula           | CDP          | 4 705    |
| 301 | Stevens Village         | Census Area di Yukon-Koyukuk         | CDP          | 87       |
| 302 | Stony River             | Census Area di Bethel                | CDP          | 61       |
| 303 | Sunrise                 | Borough di Kenai Peninsula           | CDP          | 18       |
| 304 | Susitna                 | Borough di Matanuska-Susitna         | CDP          | 37       |
| 305 | Sutton-Alpine           | Borough di Matanuska-Susitna         | CDP          | 1 080    |
| 306 | Takotna                 | Census Area di Yukon-Koyukuk         | CDP          | 50       |
| 307 | Talkeetna               | Borough di Matanuska-Susitna         | CDP          | 772      |
| 308 | Tanacross               | Census Area di Southeast Fairbanks   | CDP          | 140      |
| 309 | Tanaina                 | Borough di Matanuska-Susitna         | CDP          | 4 993    |
| 310 | Tanana                  | Census Area di Yukon-Koyukuk         | city         | 275      |
| 311 | Tatitlek                | Census Area di Valdez-Cordova        | CDP          | 107      |
| 312 | Tazlina                 | Census Area di Valdez-Cordova        | CDP          | 149      |
| 313 | Teller                  | Census Area di Nome                  | city         | 268      |
| 314 | Tenakee Springs         | Census Area di Hoonah-Angoon         | city         | 96       |
| 315 | Tetlin                  | Census Area di Southeast Fairbanks   | CDP          | 117      |
| 316 | Thoms Place             | Wrangell                             | CDP          | 22       |
| 317 | Thorne Bay              | Census Area di Prince of Wales-Hyder | city         | 502      |
| 318 | Togiak                  | Census Area di Dillingham            | city         | 816      |
| 319 | Tok                     | Census Area di Southeast Fairbanks   | CDP          | 1 393    |
| 320 | Toksook Bay             | Census Area di Bethel                | city         | 537      |
| 321 | Tolsona                 | Census Area di Valdez-Cordova        | CDP          | 27       |
| 322 | Tonsina                 | Census Area di Valdez-Cordova        | CDP          | 92       |
| 323 | Trapper Creek           | Borough di Matanuska-Susitna         | CDP          | 423      |
| 324 | Tuluksak                | Census Area di Bethel                | CDP          | 428      |
| 325 | Tuntutuliak             | Census Area di Bethel                | CDP          | 370      |
| 326 | Tununak                 | Census Area di Bethel                | CDP          | 325      |
| 327 | Twin Hills              | Census Area di Dillingham            | CDP          | 69       |
| 328 | Two Rivers              | Borough di Fairbanks North Star      | CDP          | 482      |
| 329 | Tyonek                  | Borough di Kenai Peninsula           | CDP          | 193      |
| 330 | Ugashik                 | Borough di Lake and Peninsula        | CDP          | 11       |
| 331 | Unalakleet              | Census Area di Nome                  | city         | 748      |
| 332 | Unalaska                | Census Area di Aleutians West        | city         | 4 167    |
| 333 | Upper Kalskag           | Census Area di Bethel                | city         | 231      |
| 334 | Valdez                  | Census Area di Valdez-Cordova        | city         | 3 996    |
| 335 | Venetie                 | Census Area di Yukon-Koyukuk         | CDP          | 202      |
| 336 | Wainwright              | Borough di North Slope               | city         | 485      |
| 337 | Wales                   | Census Area di Nome                  | city         | 152      |
| 338 | Wasilla                 | Borough di Matanuska-Susitna         | city         | 9 236    |
| 339 | Whale Pass              | Census Area di Prince of Wales-Hyder | CDP          | 58       |
| 340 | White Mountain          | Census Area di Nome                  | city         | 204      |
| 341 | Whitestone Logging Camp | Census Area di Hoonah-Angoon         | CDP          | 116      |
| 342 | Whittier                | Census Area di Valdez-Cordova        | city         | 170      |
| 343 | Willow                  | Borough di Matanuska-Susitna         | CDP          | 1 658    |
| 344 | Willow Creek            | Census Area di Valdez-Cordova        | CDP          | 201      |
| 345 | Wiseman                 | Census Area di Yukon-Koyukuk         | CDP          | 21       |
| 346 | Womens Bay              | Borough di Kodiak Island             | CDP          | 690      |
| 347 | Wrangell                | Wrangell                             | city         | 2 061    |
| 348 | Y                       | Borough di Matanuska-Susitna         | CDP          | 956      |
| 349 | Yakutat                 | Yakutat City and Borough             | CDP          | 680      |